# Hasodima
Hasodima là một chi bướm đêm thuộc họ Geometridae.